# Christian Chambosse
Christian Chambosse, né le 16 octobre 1914 à Igé (Saône-et-Loire) et mort le 6 octobre 2004 à Lunéville, est un archéologue, préhistorien et spéléologue français, qui fut un précurseur de la spéléologie meurthe-et-mosellane.

## Biographie
Christian Chambosse devient membre de la Société préhistorique française en 1931 et participe à la commission Néolithique à partir de 1933. Il devient également membre de l'Institut international d'anthropologie.

### Activités spéléologiques
Christian Chambosse a essentiellement travaillé sur les grottes de Pierre-la-Treiche, dans les années 1930. 
Ainsi est-il le découvreur de la grotte des Puits, qu'il a ouverte le 2 décembre 1934 et dont il a désobstrué le premier puits menant aux galeries inférieures. 
Le 26 mars 1935, il découvre la grotte des Excentriques qu'il avait baptisée grotte des Renards. 
Enfin, il découvre la grotte des Sept Salles le 31 mars 1937 et en explore les salles 1 à 7 (d'où le nom de la cavité) ; il constate alors que des traces prouvent que des inconnus en avaient exploré la première salle. Il est donc l'inventeur de 3 des 7 plus grandes grottes de Meurthe-et-Moselle. 
Il a également poursuivi les travaux engagés sur le trou des Celtes, la grotte Sainte-Reine, dont il a tracé en 1936 un plan qui diffère assez peu du plan actuel, et la source de la Rochotte.

## Distinctions
Il a été fait membre d'honneur de l'Union spéléologique de l'agglomération nancéienne en 1991.

## Publications
- « Les Vestiges du temps passé », L'avenir toulois 17e année no 771 (2 janvier 1932), journal hebdomadaire, Impr. moderne, Toul, p. 1.
- « Le Plateau de la Treiche et le Trou des Celtes », L'avenir toulois 1re partie 17e année no 773 (16 janvier 1932) p. 1 & 2e partie no 774 (23 janvier 1932) p. 1, journal hebdomadaire, Impr. moderne, Toul.
- « La Vie moderne et la Préhistoire », L'avenir toulois 1re partie 17e année no 784 (2 avril 1932) p. 1 & 2e parie no 786 (16 avril 1932) p. 1, journal hebdomadaire, Impr. moderne, Toul.
- « Les grottes de Sainte Reine », L'avenir toulois, 17e année, 1re partieno 781 (12 mars) p. 1, 2e partie no 782 (19 mars) p. 1, 3e partie no 783 (26 mars) p. 1, 4e partie no 784 (2 avril) p. 1, 5e partie no 786 (16 avril) p. 1, 6e partie no 789 (7 mai) p. 1, journal hebdomadaire, Impr. moderne, Toul.
- « La Découverte de Gergovie », L'avenir toulois 18e année no 833 (11 mars 1933), journal hebdomadaire, Impr. moderne, Toul, p. 1.
- « Découverte spéléologique - La Caverne du Puits », L'avenir toulois 19e année no 926 (22 décembre 1934), journal hebdomadaire, Impr. moderne, Toul, p. 1.
- « Le plateau de la Treiche et le trou des Celtes », L'Est illustré (supplément de L'Est républicain) 12e année no 584 (4 mars 1934), Toul, p. 27.
- « La Radiésthésie et la Spéléologie », L'avenir toulois 20e année no 951 (22 juin 1935), journal hebdomadaire, Impr. moderne, Toul, p. 1.
- « Les grottes de Sainte-Reine à Pierre-la-Treiche », Toul, publicité et tourisme no 2, septembre 1935,  Impr. touloise, Toul, p. 1-2.
- « La résurgence de la Rochotte - Son origine », L'avenir toulois 20e année no 971 (9 novembre 1935), journal hebdomadaire, Impr. moderne, Toul, p. 1.
- « La spéléologie à Toul », L'avenir toulois 20e année no 977 (21 décembre 1935), journal hebdomadaire, Impr. moderne, Toul, p. 1.
- « La vallée de l'Esch et le gouffre de la Grimo-Santé », Bulletin de tourisme et de publicité, no 5, décembre 1935, Impr. touloise, Toul, p. 2-3.
- « Excursion à Pierre-la-Treiche », Toul, publicité et tourisme no 12-13 (Juillet-Août 1936), Impr. touloise, Toul, p. 13-15.
- « Découverte spéléologique - Une nouvelle caverne », L'avenir toulois 22e année no ? (10 avril 1937), journal hebdomadaire, Impr. moderne, Toul, p. 1.